# Регистарске ознаке у Турској
Турске регистарске таблице су регистарске таблице које се налазе на турским возилима. Таблице користе индиректни систем нумерисања повезан са географским подацима. Садржи две цифре, које означавају место, и два слова. Регистарске таблице израђују овлашћене приватне радионице.

## Изглед
Турске регистарске таблице су правоугаоног облика и израђене су од алуминијума . На левој страни је код земље "TR" у плавој подлози и не садржи 12 звездица зато што није у ЕУ. Текст је црним словима на белој позадини, а за службена возила белим на црној. Сва слова се користе, осим турских Ç, Ş, İ, Ö, Ü и Ğ,

### Плава подлога
Плава подлога је уведена након уласка Турске у Европску царинску унију 1996.  у складу са законима ЕУ. Од тада, често је мењају власници аутомобила (чак и неки чланови парламента као што је Девлет Бахчели ). Звездице ће бити уведене када се Туркса придружи ЕУ. Преовлађујућа модификација ове врсте је замена плаве боје црвеним полумесецом и звездом турске заставе. Ова врста модификације је у сивој зони закона, јер не прецизира јасно која боја треба да се користи у траци. 

## Кодови локације
| Код на таблицама | Покрајина      | Код на таблицама | Покрајина     | Код на таблицама | Покрајина  |
| ---------------- | -------------- | ---------------- | ------------- | ---------------- | ---------- |
| 01               | Адана          | 28               | Гиресун       | 55               | Самсун     |
| 02               | Адијаман       | 29               | Гумушхане     | 56               | Сирт       |
| 03               | Афјонкарахисар | 30               | Хакари        | 57               | Синоп      |
| 04               | Агри           | 31               | Хатај         | 58               | Сивас      |
| 05               | Амасија        | 32               | Испарта       | 59               | Текирдаг   |
| 06               | Анкара         | 33               | Мерсин        | 60               |            |
| 07               | Анталија       | 34               | Истанбул      | 61               | Трабзон    |
| 08               | Артвин         | 35               | Измир         | 62               | Тунџели    |
| 09               | Ајдин          | 36               | Карс          | 63               | Шанлијурфа |
| 10               | Баликесир      | 37               | Кастамону     | 64               | Ушак       |
| 11               | Билеџик        | 38               | Кајсери       | 65               | Ван        |
| 12               | Бингол         | 39               | Киркларели    | 66               | Јозгат     |
| 13               | Билтис         | 40               | Киршехир      | 67               | Зонгулдак  |
| 14               | Болу           | 41               | Коџаели       | 68               | Аксарај    |
| 15               | Бурдур         | 42               | Конија        | 69               | Бајбурт    |
| 16               | Бурса          | 43               | Китахија      | 70               | Караман    |
| 17               | Чинакале       | 44               | Малатија      | 71               | Кирикале   |
| 18               | Чанкири        | 45               | Маниса        | 72               | Батман     |
| 19               | Чорум          | 46               | Кахраманмараш | 73               | Ширнак     |
| 20               | Денизли        | 47               | Mardin        | 74               | Бартин     |
| 21               | Diyarbakır     | 48               | Мугла         | 75               | Ардахан    |
| 22               | Једрене        | 49               | Муш           | 76               | Игдир      |
| 23               | Елазиг         | 50               | Невшехир      | 77               | Јалова     |
| 24               | Ерзинџан       | 51               | Нигде         | 78               | Карабик    |
| 25               | Ерзурум        | 52               | Орду          | 79               | Килис      |
| 26               | Ескишехир      | 53               | Ризе          | 80               | Османлије  |
| 27               | Газијантеп     | 54               | Сакрија       | 81               | Дузџе      |